# 全国人民代表大会社会建设委员会
全国人民代表大会社会建设委员会（简称全国人大社会建设委员会），是中华人民共和国最高国家权力机关全国人民代表大会设立的专门委员会之一。

## 沿革
2018年3月13日第十三届全国人民代表大会第一次会议通过《第十三届全国人民代表大会第一次会议关于设立第十三届全国人民代表大会专门委员会的决定》，根据《中华人民共和国宪法》和有关法律的规定，设立全国人民代表大会社会建设委员会。

## 组织结构
《中华人民共和国全国人民代表大会组织法》第三十五条规定，“各专门委员会由主任委员、副主任委员若干人和委员若干人组成。”“各专门委员会的主任委员、副主任委员和委员的人选，由主席团在代表中提名，大会通过。在大会闭会期间，全国人民代表大会常务委员会可以补充任命专门委员会的个别副主任委员和部分委员，由委员长会议提名，常务委员会会议通过。”

## 职责
主要职责是：研究、拟订、审议劳动就业、社会保障、民政事务、群团组织、安全生产等方面的有关议案、法律草案，开展有关调查研究，开展有关执法检查等。

## 办事机构[4]
- 办公室：负责本委员会日常行政性事务管理、党的建设等工作。
- 社会事务室：负责与社会管理、民政事务、体育、安全生产等有关的立法、监督、代表、议案建议办理等方面的服务工作。
- 工青妇室：负责与群团工作以及老年人、妇女、儿童、青少年权益保护等有关的立法、监督、代表、议案建议办理等方面的服务工作。
- 劳动就业和社会保障室：负责与劳动就业、社会保障等有关的立法、监督、代表、议案建议办理等方面的服务工作。

## 历届组成人员
- 第十三届全国人民代表大会社会建设委员会（主任委员：何毅亭）
- 第十四届全国人民代表大会社会建设委员会（主任委员：杨振武）